# Juan Alzugaray
Juan Carlos Alzugaray – piłkarz urugwajski, pomocnik.
Jako piłkarz klubu Rampla Juniors wziął udział w turnieju Copa América 1924, gdzie Urugwaj zdobył mistrzostwo Ameryki Południowej. Alzugaray zagrał w dwóch meczach – z Paragwajem i Argentyną.